# 麻田剛立
麻田 剛立（あさだ ごうりゅう、享保19年2月6日（1734年3月10日） - 寛政11年5月22日（1799年6月25日））は、江戸時代の日本の天文学者である。

## 人物・生涯
豊後国杵築藩南台西（現在の大分県杵築市）出身。元々は綾部（あやべ）姓であったという。儒学者綾部安正（絅斎）の四男。幼名は庄吉良で、名は妥彰（やすあき）。初め璋菴（しょうあん、表記は「正庵」とも）、後に剛立と号した。
幼少期から天体に興味を持ち、二十歳くらいから本格的な天体観測を行う。『傷寒論』などを読み、独学で天文学・医学を学んだ。
ケプラーの第3法則を独自に発見したとされ、その内容は『五星距地之奇法』に記されている。既にケプラーの（第1・第2）法則については漢籍によって日本にも伝来している時代であり、後述の通りケプラーの法則を使っての研究もしていることから、この麻田の独創については疑問視する意見もある。ただ、麻田は惑星の軌道を円と考えて「惑星の公転周期の2乗が軌道の半径の3乗に比例する」としており、つまりこの時点でケプラーの第1法則を知らなかったため、事実誤認が含まれているとはいえ、麻田の独創性については間違いは無い。
宝暦13年（1763年）に、ケプラーの法則を用いて、官暦にはない同年9月1日（旧暦）の日食を予言し的中。この日食は当時使用されていた宝暦暦に記されていなかったこともあり、麻田の名声を高めた。
明和8年（1771年）頃に豊後を離れて（この時に脱藩したため、追っ手の目を眩まそうと改名したが、結果的には何も御咎めも無かった）大坂に行き、そこで医師を生業としながら天文学の研究を続けた。『崇禎暦書』を基盤に研究し、望遠鏡・反射鏡などの観測装置を改良し、理論を実測で確認、そして家暦である『時中法』を設けるなど、その手法は近代的であった。大阪で名を麻田剛立に改め医学と算学を教えた。後の有名な弟子に大阪町同心の高橋至時と質屋で十一屋の名前を持つ間重冨がいる。改暦に当たって幕府は麻田剛立を指名したが、自分は歳を取ってゐると固辞し、愛弟子の高橋至時と間重冨を指名した。不思議な事だが、豊後にはこの時期に凄い人材が続出した。三浦梅園、広瀬淡窓、帆足万里、浅田剛立らである。ちなみに高橋至時は日本全図の作成者伊能忠敬の師匠である。江戸幕府の天文方に就任した高橋至時を頼って佐原の酒造・醤油製造業を倅に託し、伊能は五十歳になって江戸に出て来た天文学と和算愛好者でもあった。
オランダから輸入した初の高倍率グレゴリー式望遠鏡によって、日本最古の月面観測図を記す。安永7年（1778年）8年後に起こる日食の情報を三浦に手紙で送った際、その月面観測図を併記した。この手紙は所在不明とされていたが、鹿毛敏夫が『月のえくぼ（クレーター）を見た男 麻田剛立』を書くにあたり資料を収集した際、現所蔵者と現物を発見した。
弟子に高橋至時・山片蟠桃・間重富らがおり、高橋と間は寛政暦の制定に携わっている。また中井竹山・中井履軒兄弟・三浦梅園とも交流した。
大正5年（1916年）、従四位を追贈された。
月のクレーターであるアサダは、麻田剛立の名に由来する。

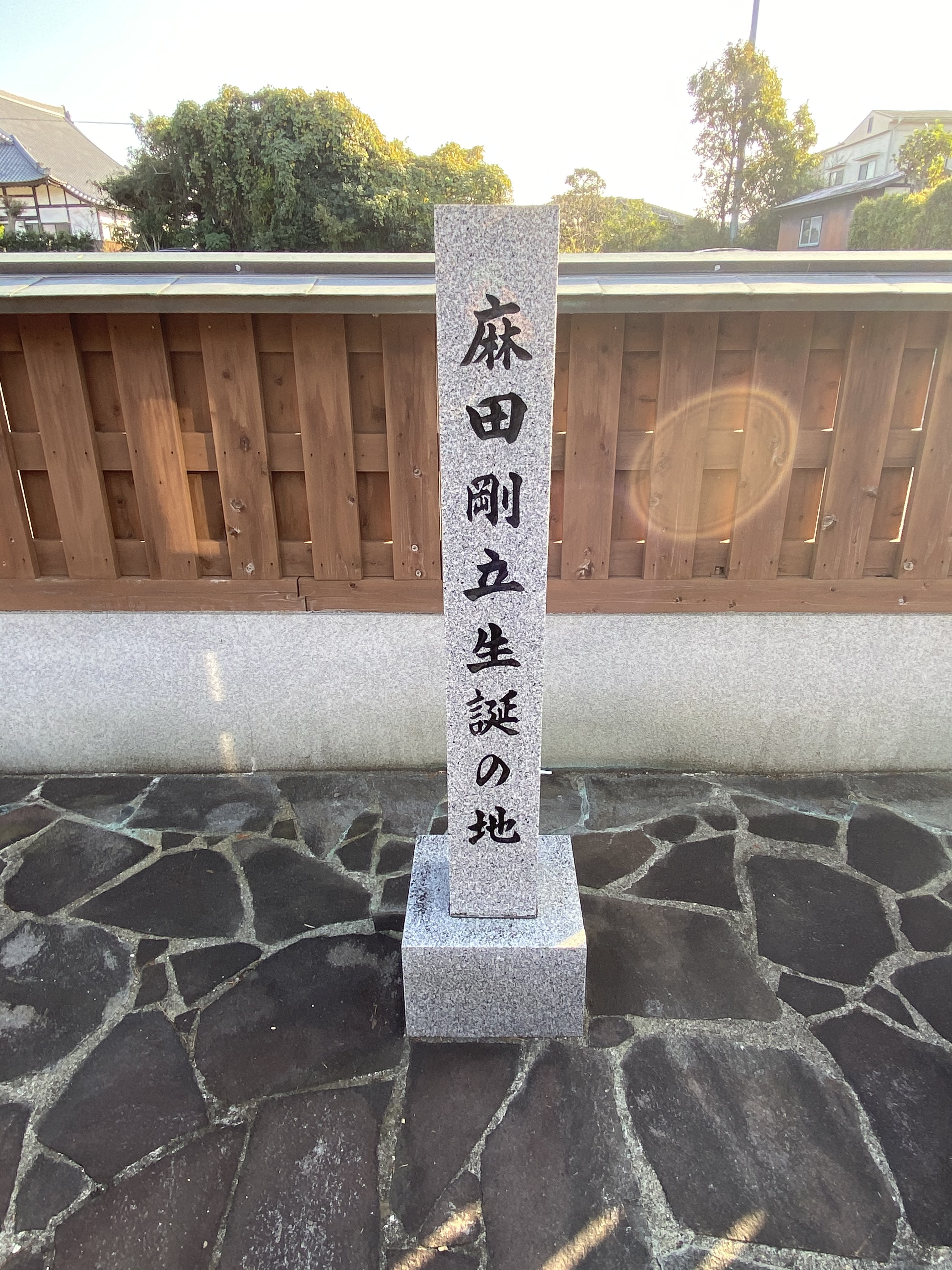
麻田剛立の石碑